# Planète intergalactique
Une planète intergalactique est une planète qui se trouverait en dehors de toute galaxie, évoluant dans le milieu intergalactique. 

Une telle planète serait donc a fortiori une planète extragalactique (extérieure à la Voie lactée). Elle pourrait se trouver en orbite autour d'une étoile intergalactique ou être une planète flottante, ne tournant autour d'aucune étoile[réf. souhaitée]. Dans ce dernier cas, elle serait très froide et très difficile à détecter.
Statistiquement elles devraient être nombreuses[réf. souhaitée] et pourraient avoir été éjectées lors de rencontres entre galaxies.